# Maréchaussée
Maréchaussée (titulado Marechaussee en las emisiones en español) es el décimo segundo episodio de la cuarta temporada de la serie de televisión estadounidense de drama-sobrenatural y policíaca: Grimm. El guion principal del episodio fue escrito por David Greenwalt y Jim Kouf, mientras que la dirección general estuvo a cargo de Eric Laneuville. 
El episodio se transmitió originalmente el 6 de febrero del año 2015 por la cadena de televisión NBC. En Hispanoamérica el episodio se estrenó el 23 de febrero por el canal Universal Channel, mientras que en España fue emitido el 3 de agosto, por el canal Calle 13, siempre del mismo año.
Llega a Portland un marechaussée, cazarrecompensas mercenario enviado por el Consejo Wesen para eliminar a quienes infringieron gravemente la Ley Wesen. Se trata de un peligroso mantícora que entre otros encargos recibe la tarea de matar a Nick. Monroe  y Rosalee vuelven de su luna de miel y el Consejo Wesen les ordena no entrometerse en el caso del marechaussée. Simultáneamente Juliette comienza el tratamiento con Henriette para revertir su transformación en hexenbiest, aunque progresivamente va tomando conciencia del enorme poder que ha adquirido. Viktor y Adalind llegan a Portland y comienzan el rastreo de Kelly, la madre de Nick, sabiendo que es ella la que tiene a Dana, la beba de Adalind.

## Título y epígrafe
El título "Maréchaussée" es el viejo nombre medieval de la Gendarmería francesa, cuando al gendarme se le llamaba "mariscal" (maréchal).
El epígrafe del episodio está tomado del capítulo XVIII de El Príncipe de Nicolás Maquiavelo, en la traducción del italiano al inglés realizada por George Bull en 1961:

Original en inglés
Everyone sees what you appear to be, few experience what you really are.
Versiones en español
HispanoaméricaTodo el mundo ve lo que pareces ser, pocos experimentan lo que realmente eres.
EspañaTodos ven lo que aparentas, pocos advierten lo que eres.

El párrafo completo está incluido en el capítulo XVIII titulado De qué modo los príncipes deben preservar la fe: 

Inglés
A prince […] must be very careful not to say a word which does not seem inspired by [five qualities]. To those seeing and hearing him, he should appear a man of compassion, a man of good faith, a man of integrity, a kind and a religious man. And there is nothing so important as to seem to have this last quality. Men in general judge by their eyes rather than by their hands; because everyone is in a position to watch, few are in a position to com in close touch with you [the prince is the intended reader, that is]. Everyone sees what you appear to be, few experience what you really are.
Español
Un príncipe debe cuidarse mucho de no decir una sola palabra que no parezca inspirada en cinco cualidades. Para aquellos que lo ven y lo oyen, debe parecer un hombre compasivo, un hombre de buena fe, un hombre íntegro, un hombre amable y religioso. Y no hay nada más importante que parezca que tiene esta última cualidad. Los hombres por lo general juzgan por sus ojos, antes que por sus manos; porque todo el mundo está en posición de ver y pocos tienen la posibilidad de acercarse hasta tocarlo. Todo el mundo ve lo que pareces ser, pocos experimentan lo que realmente eres.

## Argumento

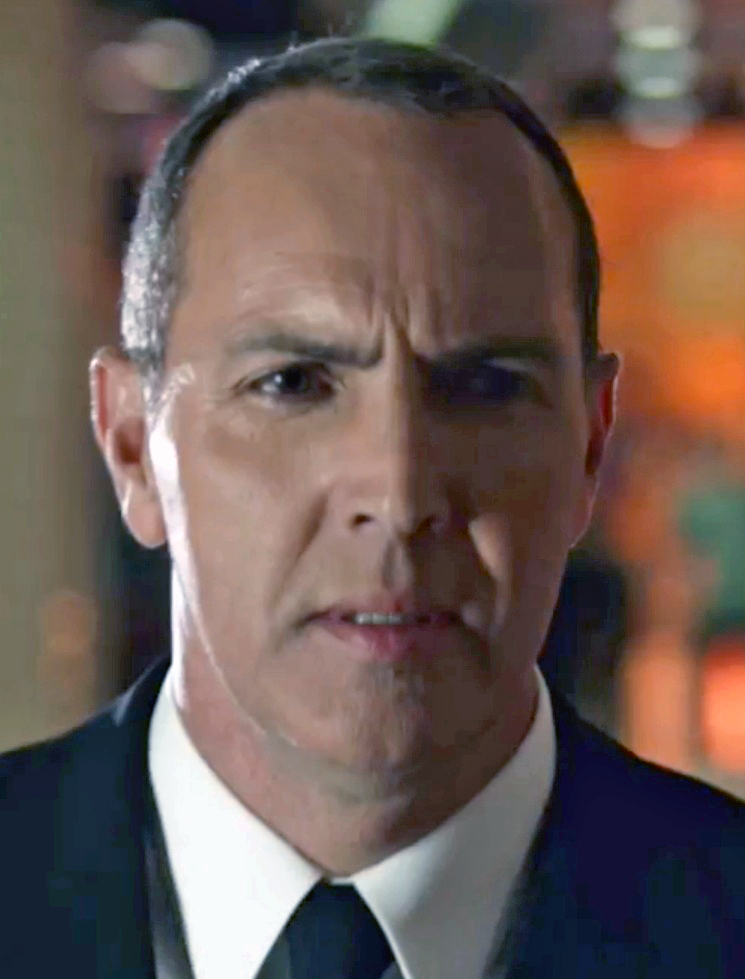
Arnold Vosloo interpreta en el episodio el papel de la mantícora marechaussée.

Dos wesens que utilizan su capacidad para transformarse (woge) para hacer dinero, son asesinados por una mantícora. Se trata de un marechaussée, un cazarrecompensas mercenario enviado por el Consejo Wesen para eliminar a quienes infringieron gravemente la Ley Wesen. Luego de interrogar a la última clienta de los espiritistas asesinados, Nick, Hank y Wu concluyen que se trata de una peligrosa mantícora, un wesen letal con cuerpo y veneno de escorpión, pero no se explican la razón del asesinato. Recurren por ayuda a Monroe  y Rosalee que acaban de volver de su luna de miel, y concluyen que se trata de un marechaussée. Poco después el Consejo le ordena a Rosalee y Monroe no entrometerse en el caso, a la vez que molesto por las reiteradas intervenciones de Nick, encarga al marechaussée matarlo, a cambio de una recompensa de 100.000 euros.
Simultáneamente Juliette comienza sin que Nick lo sepa, el tratamiento con Henriette para revertir su transformación en hexenbiest, aunque progresivamente va tomando conciencia del enorme poder que ha adquirido. Al final del capítulo el marechaussée mantícora intenta asesinar a Juliette, con la intención de que la desestabilización emocional de Nick cuando se entere, afecte sus poderes de grimm y le sirva al momento de asesinarlo a él también. Pero en el momento en que la mantícora está a punto de clavar su aguijón en el corazón de Juliette, ella sorpresivamente hace aflorar sus poderes de hexenbiest, deteniendo el aguijón en el aire y volviéndolo contra el marechaussée hasta clavarlo en su pecho. Cuando Nick llega le resulta difícil de creer la versión de Juliette de que el marechaussée cerró el golpe y se mató a sí mismo.
Viktor y Adalind llegan a Portland y comienzan el rastreo de Kelly, la madre de Nick, sabiendo que es ella la que tiene a Dana, la beba de Adalind. El capitán Renard le encomienda a un investigador privado, Sam Damerov, que encuentre a kelly, antes que lo hagan Viktor y Adalind.

## Elenco regular
- David Giuntoli como Nick Burkhardt.
- Russell Hornsby como Hank Griffin.
- Bitsie Tulloch como Juliette Silverton.
- Silas Weir Mitchell como Monroe.
- Sasha Roiz como el capitán Renard.
- Bree Turner como Rosalee Calvert.
- Claire Coffee como Adalind Schade.
- Reggie Lee como el sargento Wu.